# ジョン・P・マーカンド
ジョン・P・マーカンド（John Phillips Marquand、1893年11月10日 - 1960年7月16日）は、アメリカ合衆国の小説家。
デラウェア州ウィルミントン生まれ。ハーバード大学卒業後ジャーナリズムで活躍。第一次世界大戦に参戦後、小文集『王子と甲板長』（1915）ののち、1922年、『言うに言われぬ紳士』”The Unspeakable Gentleman”を発表して小説家となる。アヘン売買を扱った『怪しい船荷』”The Black Cargo”（1925）や、中国を舞台にした『黄色人ミン』”Ming Yellow”（1934）などの通俗小説を書いたが、1937年、『故ジョージ・アプリー君』”The Late George Apley”でピュリッツァー賞を受賞、純文学作家として認められた。第二次世界大戦では軍事特別顧問を務める。
日本では、日本人探偵が登場する推理小説「ミスター・モト」シリーズで知られる。1955年に来日している。

## 評価
- レイモンド・チャンドラーはしばしばマーカンドに言及している。例えば、ジェイムズ・サンドー（「ニューヨーク・ヘラルド・トリビューン」の推理小説批評家。コロラド大学人文学ならびに書誌学助教授）へ宛てた1949年10月14日の手紙で以下のように書いている。[3]

いま、マーカンドの「あまりにも時が短く」”So Little Time”を読んでいます。私のうろおぼえの記憶によると、発表されたときにはむしろ酷評されたようでしたが、するどい機智と生き生きとしたタッチにみちていて、ぜんたいとしては「帰りのない地点」”Point of No Return”よりはるかによく書けているように、私には思えるのです。
- また、当時「アトランティック・マンスリー」の副主筆であったチャールズ・W・モートンへの手紙（1949年5月2日）ではF・スコット・フィッツジェラルド”The Great Gatsby”（1925）やナサニエル・ウェスト”Miss Lonelyhearts”（1933）を引き合いに出して次のように書いている。私はいつもマーカンドを楽しんで読み、いつも楽しみながら、彼の場合は芸術家でなかった作家がもっとも芸術家に近づいた場合であると感じていました。しかし、どういうものか、彼の成功した、いや、大成功をおさめた、スフレのようにあまい作品は「ギャツビー」や「ミス・ローンリーハーツ」のような少々忘れられている作品をいつも私に思い出させます。これらの作品は完全ではなく、しばしば問題を逃避していて、当然書かれるべき場面を省略しているのですが（マーカンドならこの場面を必要な長さの二倍に書いたでしょう）、とにかく、昇華され、まとまっていて、そういうものがいまいつまでも残るように、ささやかな純粋芸術として認められているのです。

## 日本語訳
- 『蒙古の暁嵐』”Mr. Moto Is So Sorry”　水谷博訳、紫文閣、1939
- 『光と影』鳴海四郎,西田実訳、新鋭社、1956 - 「ひとすじに」「めぐりあい」の上下巻
- 『銀のたばこケースの謎』”Mr. Moto Is So Sorry”　伊藤照夫（都筑道夫）訳[4]、小松崎茂絵、講談社、少年少女世界探偵小説全集、1957
- 『ウイリス・ウエイド物語』鳴海四郎,西田実訳、現代アメリカ文学全集、荒地出版社、1958
- 『天皇の密偵 ミスター・モトの大冒険』”Mr. Moto Is So Sorry”　新庄哲夫訳、サンケイ出版、1977。のち角川文庫
- 『サンキュー、ミスター・モト』平山雄一訳 論創社 2014